# Gertrude Scharff Goldhaber
Gertrude Scharff Goldhaber (14. července 1911 v Mannheimu – 2. února 1998 v New Yorku) byla německá jaderná fyzička židovského původu. Její rodina během holocaustu trpěla, ale Gertrudě se podařilo uprchnout do Londýna a později do Spojených států.
Doktorát získala na univerzitě v Mnichově. Její výzkum během druhé světové války v USA byl tajný a jeho výsledky byly publikovány až po roce 1946.
Ona a její manžel Maurice Goldhaber strávili většinu své poválečné kariéry v Brookhaven National Laboratory na Long Island ve státě New York. V roce 2001 tato laboratoř založila na počest obou manželů stipendium Golhaber Distinguishes Fellowship. Toto stipendium dostávají mladí výjimečně talentovaní vědci pro nezávislý výzkum v jejich oborech.

## Mládí
Gertrude Scharffová se narodila 14. července 1911 Mannheimu v Německu.  Navštěvovala veřejnou školu a právě tam se začala zajímat o vědu. Rodiče podporovali její zájem, neboť její otec chtěl být v mládí chemikem, ale musel po smrti svého otce pracovat ve firmě a podporovat finančně svou rodinu. Gertrudino mládí bylo naplněno těžkostmi. Vzpomínala, že během první světové války jedla chléb vyrobený částečně z pilin a po válce její rodinu tvrdě zasáhla hyperinflace. Přes všechny těžkosti se však Gertrude dostala na univerzitu v Mnichově v Bavorsku. Její otec by upřednostňoval studium práva, ale Gertruda svému otci řekla: "Právo mě nezajímá. Chci pochopit, z čeho je svět stvořen."

## Vzdělání
Na univerzitě v Mnichově začala Gertrude studovat fyziku. V té době bylo obvyklé, že studenti navštěvovali více univerzit. Gertrude tak strávila několik semestrů na univerzitě ve Freiburgu, v Curychu a v Berlíně, kde se setkala se svým budoucím manželem americkým fyzikem Maurice Goldhaberem. Po návratu do Mnichova nastoupila do práce s Walterem Gerlachem, aby dokončila svoji diplomovou práci, ve které studovala vliv elektrického napětí na magnetizaci. Absolvovala v roce 1935 a svou práci publikovala v roce 1936.
Od roku 1933 s nástupem nacistické strany čelila Gertrude rostoucím potížím kvůli svému židovskému původu. Během této doby byl její otec zatčen a uvězněn, přestože měl možnost se ženou uprchnout do Švýcarska. Během holocaustu pak byli oba její rodiče zavražděni. Gertrude zůstala v Německu až do dokončení doktorského studia a v roce 1935 uprchla do Londýna. Uprchnout se povedlo i její sestře Liselotte.

## Kariéra

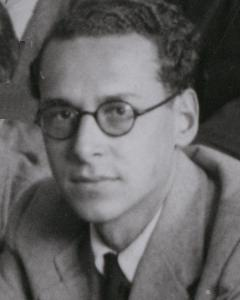
Maurice Goldhaber, americký fyzik a manžel Gertrudy (1937)

V Londýně během prvních šesti měsíců žila Gertrude téměř bez peněz. Vydělávala si občasnými překlady z němčiny do angličtiny. Stále hledala práci, ale pro uprchlé vědce práce nebyla. Napsala 35 dalším vědcům z řad uprchlíků, zda o nějaké práci nevědí. Odepsal pouze americký vědec Maurice Goldhaber a nabídl jí práci v Cambridge. Gertrude pak nějaký čas pracovala na elektronové difrakci v laboratoři George Pageta Thomsona.
V roce 1939 se Gertrude provdala za Maurice Goldhabera a poté se přestěhovala do Urbany v Illinois. Nemohla však pracovat na University of Illinois, kde pracoval její muž, neboť stát Illinois měl v té době přísné zákony proti nepotismu. Pracovala proto v Mauricově laboratoři jako neplacená asistentka na výzkumech z oboru jaderné fyziky. Během této doby se manželům narodili dva synové Alfred a Michael.
Gertrude nakonec dostala od ministerstva peníze na podporu svého výzkumu. V roce 1941 studovala průřezy reakcí neutron-proton a neutron-jádro a v roce 1942 emisi a absorpci gama záření jádry. Potvrdila teorii, že spontánní jaderné štěpení je doprovázeno uvolňováním neutronů. Její výzkum byl publikován až po skončení války v roce 1946.
Po válce se Gertrude s manželem přestěhovali z Illinois na ostrov Long Island ve státě New York a začali pracovat v Brookhaven National Laboratory. V laboratoři založila Gertrude sérii měsíčních přednášek známých jako Brookhaven Lecture Series, která pokračovala až do června 2009.
Gertrude zemřela 2. února 1988 ve věku 86 let v New Yorku. Její manžel se dožil 100 let a zemřel v roce 2011.

## Vyznamenání
- 1947 - zvolena členem Americké fyzikální společnosti
- 1972 - zvolena do Národní akademie věd (třetí fyzička, která byla takto poctěna)
- 1982 - cena Long Island Achiever's Award in Science
- 1984 - hostující učenec Phi Beta Kappa
- 1990 - cena pro vynikající vědkyni od newyorské pobočky Asociace pro vědkyně